# Christian-Jaque
Christian-Albert-François Maudet, volledige naam van Christian-Jaque, (Parijs, 4 september 1904 - Boulogne-Billancourt, 8 juli 1994) was een Franse filmregisseur en scenarioschrijver. Hij realiseerde tussen 1932 en 1977 zestig lange speelfilms. Zes korte films, een middellange film en drie anthologiefilms staan eveneens op zijn naam. 

## Leven en werk

### Afkomst en opleiding
Christian-Jaque werd in Parijs geboren als de zoon van een directeur van een gieterij. Na zijn middelbare school vatte hij architectuurstudies aan aan de École nationale supérieure des beaux-arts en aan de École nationale supérieure des arts décoratifs. Samen met zijn vriend Jacques Chabraison begon hij filmaffiches te tekenen voor de Amerikaanse filmmaatschappij First National Pictures. Ze handtekenden hun werk door hun voornamen aan elkaar te koppelen: Christian-Ja(c)que(s). Christian-Jaque hield dat pseudoniem aan wanneer hij in 1926 stage als journalist deed bij het tijdschrift Cinégraph. In 1927 werd hij decorontwerper en in die hoedanigheid werkte hij regelmatig samen met filmregisseur André Hugon.

### Jaren dertig: debuut als filmregisseur en samenwerking met Fernandel
In 1932 zette hij het ontwerpen van decors stop om datzelfde jaar nog zijn debuut achter de camera te maken met de komedie Le Bidon d'or. Een jaar later castte hij Fernandel in de komische korte film Ça colle. De volgende jaren hield hij zich vooral bezig met het verfilmen van een ganse reeks komedies en vaudevilles.
1936 en 1937 betekenden belangrijke jaren voor Christian-Jaque. Hij werd opgemerkt door het filmpubliek dankzij Monsieur Personne (1936), een elegante misdaadkomedie waarin Jules Berry de titelrol vertolkte van een gentleman-dief die deed denken aan Arsène Lupin. In de musicalfilm Rigolboche (1936) belichaamde Mistinguett in haar laatste fictierol de beroemde cancandanseres Rigolboche. De tragikomedie Un de la légion (1936), Christian-Jaque's eerste lange speelfilm met Fernandel, sloeg eveneens aan bij het publiek. De samenwerking met Fernandel verliep zo goed dat Christian-Jaque nog zes films met hem realiseerde. Op die manier droeg hij, net zoals Marcel Pagnol, veel bij tot de snel groeiende populariteit van Fernandel. De tragikomedie Josette (met Fernandel, 1937) ging François Ier (1937) onmiddellijk vooraf. François Ier was de meest succesrijke van de zeven films die Christian-Jaque in de jaren dertig met Fernandel draaide. In deze hilarische komedie werd Fernandel terug geslingerd in de tijd van renaissance koning Frans I van Frankrijk. Na deze kaskraker volgden onder meer Les Pirates du rail (1938), zijn eerste drama, de komische avonturenfilm Ernest le rebelle (met Fernandel, 1938) en de komedie Raphaël le tatoué (met Fernandel, 1939). 
Datzelfde jaar werd zijn werk dramatischer: Les Disparus de Saint-Agil, de verfilming van de gelijknamige roman van Pierre Véry, was een in een college voor weeskinderen gesitueerde misdaadfilm met voorop in de cast een verontrustende Erich von Stroheim.

### Jaren veertig: drama's en eerste grote successen
Onder de bezetting veranderde het werk van Christian-Jaque helemaal van toon. In L'Enfer des anges (1941), reeds opgenomen in 1939, schetste hij de jeugdcriminaliteit in een arme Parijse wijk. Met dit ontroerend sociaal drama bewees hij dat hij meer in zijn mars had dan enkel komedies en vaudevilles maken. De misdaadkomedie L'Assassinat du père Noël (1941) was zijn tweede verfilming van een roman van Pierre Véry. Véry schreef mee aan het scenario en dat deed hij voor nog andere films van Christian-Jaque.
In volle oorlogsperiode was de biopic La Symphonie fantastique een van de grootste successen van 1942. Jean-Louis Barrault gaf kleur aan het geromanceerde leven van Hector Berlioz. Hij kroop voor Christian-Jaque een tweede keer in de huid van een historisch personage: de biopic D'homme à hommes (1948) waarin hij Henri Dunant speelde genoot evenveel commerciële bijval. 
In het drama Voyage sans espoir (1943) koppelde Christian-Jaque zijn tweede vrouw Simone Renant in de vrouwelijke hoofdrol aan Jean Marais. Het was Renants vierde en laatste samenwerking en haar enige hoofdrol in een film van haar man. 
Met Carmen (1945), naar de gelijknamige novelle van Prosper Mérimée, verfilmde Christian-Jaque voor het eerst een literaire klassieker. Marais verscheen opnieuw in dit drama dat uitgroeide tot een reusachtig succes. Het jaar 1945 werd commercieel gezien een absoluut topjaar voor Christian-Jaque: behalve Carmen deed het op de gelijknamige novelle van Guy de Maupassant gestoelde Boule de suif het eveneens erg goed aan de Franse filmkassa. Dit tijdens de Frans-Duitse Oorlog van 1870-1871 gesitueerd drama greep Christian-Jaque niet alleen aan om onverdraagzaamheid aan de kaak te stellen maar ook om zijn patriottische gevoelens te ventileren. De horror- en misdaadfilm Sortilèges (naar een scenario van Jacques Prévert) maakte het triomfjaar 1945 compleet. 
Christian-Jaque ging op zijn elan verder met de satirische tragikomedie Un revenant (1946) waarvoor hij de beroemde toneelacteur en -regisseur Louis Jouvet voor de hoofdrol kon strikken. Met het romantisch drama La Chartreuse de Parme (1948), de filmversie van Stendhals La Chartreuse de Parme, leverde Christian-Jaque de succesrijkste Franse film van het jaar af. 

### Jaren vijftig: bevestiging van het succes
Met de komedie Barbe-Bleue zette Christian-Jaque succesrijk de jaren vijftig in. Pierre Brasseur gaf kleur aan de sinistere figuur van Blauwbaard.
De meermaals gelauwerde avontuurlijke mantel- en degenfilm Fanfan la Tulipe (1952) werd een Franse klassieker. De charismatische Gérard Philipe, in een van zijn populairste rollen ooit, nam met veel onstuimige zwier de titelrol voor zijn rekening. Philipe werd aan de Franse kassa slechts verslagen door Fernandel (in de legendarische filmkomedie Le Petit Monde de don Camillo) en door Luis Mariano (in de verfilmde operette Violettes impériales). 
Nog in 1952 gaf Christian-Jaque zijn vierde vrouw Martine Carol een eerste rol in de succesrijke komedie Adorables Créatures. Ze speelde er, naast Danielle Darrieux, een van de veroveringen van een terugblikkende Don Juan. Voor Carol volgden nog vijf andere rollen. Het historisch fresco Lucrèce Borgia was het grootste succes van het koppel Christian-Jaque-Carol. Andere pseudohistorische films van hun hand als Madame du Barry (1954) en Nana (naar de gelijknamige roman van Émile Zola, 1955) behaalden niet het verhoopte succes.
Van de dramatische avonturenfilm Si tous les gars du monde (1956), gedraaid zonder grote vedetten en met een debuterende Jean-Louis Trintignant, maakte de regisseur een ode aan de hoop en de solidariteit. Dit sociaal drama werd met heel wat onderscheidingen bedacht.
De komedie La loi, c'est la loi (1958) deed opnieuw de kassa rinkelen: Christian-Jaque regisseerde Fernandel voor de laatste keer en hij koppelde hem aan de beroemde Italiaanse komische acteur Totò in een verhaal over de lotgevallen van twee jeugdvrienden van wie de een douanier en de ander smokkelaar is geworden.
Met de kaskraker Babette s'en va-t-en guerre (1959), een Tweede Wereldoorlogkomedie, sloten zowel Christian-Jaque als hoofdactrice Brigitte Bardot (in de titelrol) succesrijk de jaren vijftig af.

### Jaren zestig
De historische tragikomedie Madame Sans-Gêne (1961) toonde een vrijpostige Sophia Loren die de titelrol alle eer aandeed. La Tulipe noire (1964) was Christian-Jaque's laatste echt groot succes. In deze, net als zijn voorloper Fanfan la Tulipe, in de 18e eeuw gesitueerde mantel- en degenfilm verving Alain Delon waardig Gérard Philipe in de titelrol.

### Jaren zeventig
Don Camillo et les Contestataires (1970) zou de zesde Don Camillofilm geworden zijn maar de film is onvoltooid gebleven omdat Fernandel ernstig ziek werd. In Les Pétroleuses (1971) waren Brigitte Bardot en Claudia Cardinale rivalen. Deze leuke westernparodie was Christian-Jaque's laatste bioscoopsucces.

### Trouwe samenwerkingen
Christian-Jaque werkte regelmatig samen met Fernandel (8), Bernard Blier (8), Martine Carol (6), Marcel Mouloudji (5), Renée Faure (4), Jean Marais (4) en François Périer (4). Hij deed ook meerdere keren een beroep op Pierre Brasseur (3), Gérard Philipe (3), Jules Berry (3), Robert Hossein (3), Erich von Stroheim (2), Jean-Louis Barrault (2), Raymond Rouleau (2), Bourvil (2), Micheline Presle (2), Brigitte Bardot (2), Michèle Mercier (2), Edwige Feuillère (2), Marina Vlady, Virna Lisi (2) en Antonella Lualdi (2). 

### Televisie
In het begin van de jaren zeventig was Christian-Jaque ondertussen aan de slag gegaan bij de televisie om de regie van een flink aantal films en series op zich te nemen. Vooraleer hij zich definitief terugtrok uit de filmwereld bracht hij in de documentaire Carné, l'homme à la caméra nog een ontroerend portret van zijn beroemde filmcollega en generatiegenoot. 

### Privéleven
Christian-Jaque was zes keer getrouwd:
- Germaine Spy (1931-1938)
- Simone Renant (1940-1944)
- Renée Faure (1947-1953)
- Martine Carol (1954-1959)
- Laurence Christol (1961-1983)
- Denise Morlot (1992-1994)

Bepaalde bronnen beweren dat zijn allereerste vrouw de Frans-Amerikaanse actrice Christiane Delyne was, aan wie hij in de jaren dertig zes rollen gaf. 
In 1994 overleed Christian-Jaque op 89-jarige leeftijd aan een hartaanval. Hij ligt begraven op het cimetière du Père-Lachaise.

## Filmografie

### Filmregisseur
- 1932 - Le Bidon d'or
- 1932 - Le Tendron d'Achille
- 1932 - Adhémar Lampiot
- 1933 - Ça colle
- 1933 - Un bœuf sur la langue
- 1933 - L'Article 382 (of La Montre) (middellange film)
- 1934 - L'Atroce Menace
- 1934 - Vilaine Histoire
- 1934 - Le Père Lampion
- 1934 - Compartiment de dames seules (middellange film)
- 1935 - Voyage d'agrément
- 1935 - Sous la griffe
- 1935 - La Sonnette d'alarme
- 1935 - Sacré Léonce
- 1935 - La Famille Pont-Biquet
- 1936 - Un de la légion
- 1936 - Rigolboche
- 1936 - On ne roule pas Antoinette (samen met Paul Madeux)
- 1936 - Monsieur Personne
- 1936 - L'École des journalistes
- 1937 - Josette
- 1937 - François Ier
- 1937 - Les Perles de la couronne (samen met Sacha Guitry)
- 1937 - La Maison d'en face
- 1937 - Les Dégourdis de la 11e
- 1937 - À Venise, une nuit
- 1938 - Les Pirates du rail
- 1938 - Les Disparus de Saint-Agil
- 1938 - Ernest le rebelle
- 1939 - Raphaël le tatoué
- 1939 - Le Grand Élan
- 1941 - L'Enfer des anges
- 1941 - Premier Bal
- 1941 - L'Assassinat du père Noël
- 1942 - La Symphonie fantastique
- 1943 - Voyage sans espoir
- 1945 - Carmen
- 1945 - Boule de suif
- 1945 - Sortilèges
- 1946 - Un revenant
- 1948 - La Chartreuse de Parme
- 1948 - D'homme à hommes
- 1949 - Singoalla
- 1950 - Souvenirs perdus (anthologiefilm)
- 1951 - Barbe-Bleue
- 1952 - Fanfan la Tulipe
- 1952 - Adorables Créatures
- 1953 - Lucrèce Borgia
- 1954 - Destinées (anthologiefilm, episode Lysistrata)
- 1954 - Madame du Barry
- 1955 - Nana
- 1956 - Si tous les gars du monde
- 1957 - Nathalie
- 1958 - La loi, c'est la loi
- 1959 - Babette s'en va-t-en guerre
- 1960 - La Française et l'Amour (anthologiefilm, episode Le Divorce)
- 1961 - Madame Sans-Gêne
- 1962 - Les Bonnes Causes
- 1964 - La Tulipe noire
- 1964 - Le Repas des fauves
- 1964 - Le gentleman de Cocody
- 1965 - Guerre secrète (samen met Werner Klingler, Carlo Lizzani en Terence Young)
- 1965 - Marco Polo (onvoltooid)
- 1966 - Le Saint prend l'affût
- 1966 - La Seconde Vérité
- 1967 - Deux billets pour Mexico
- 1968 - Les Amours de Lady Hamilton
- 1970 - Don Camillo et les Contestataires (onvoltooid)
- 1971 - Les Pétroleuses
- 1975 - Docteur Justice
- 1977 - La Vie parisienne

### Decorontwerper
- 1928 - La Marche nuptiale (André Hugon)
- 1928 - La Grande Passion (André Hugon)
- 1929 - Les Trois Masques (André Hugon)
- 1930 - La Femme et le Rossignol (André Hugon)
- 1930 - Au Bonheur des Dames (Julien Duvivier)
- 1930 - La Tendresse (André Hugon)
- 1931 - Le Marchand de sable (André Hugon)
- 1932 - La Croix du sud (André Hugon)

## Prijzen
- 1937: Les Perles de la couronne : Pris voor het beste scenario op het Filmfestival van Venetië
- 1952: Fanfan la Tulipe : Prix de la mise en scène op het Filmfestival van Cannes
- Si tous les gars du monde
  - Prix de la Fraternité (1956)
  - Prix Fémina belge du cinéma (1956)
  - Prijs van de Jury voor het beste buitenlands scenario op het Internationaal filmfestival van San Sebastian
  - Křišťálový glóbus op het Internationaal filmfestival van Karlsbad (1956)
  - Zilveren medaille van de Europese film op het Filmfestival van Venetië  (1957)
  - Prix des Nations Unies (1957)
  - Golden Laurel Award (1957)
  - Prijs van de Jeugdbewegingen in de Sovjet-Unie
- 1985: Ere-César voor het geheel van zijn carrière